# Tesuque
Tesuque (/təˈsuːki/; tewa: Tetsuge) és una concentració de població designada pel cens dels Estats Units a l'estat de Nou Mèxic. Forma part del comtat de Santa Fe (Nou Mèxic), com a part de l'Àrea Estadística Metropolitana de Santa Fe (Nou Mèxic). Segons el cens del 2000 tenia 909 habitants. És un dels Vuit Pueblos del Nord, i els Pueblo formen part dels amerindis dels Estats Units tewes que parlen tewa.
El pueblo està registrat com a districte històric al Registre Nacional de Llocs Històrics en 1973.

## Demografia
Els Tesuque o tetsugeh ("lloc entre cotoners") són una tribu reconeguda federalment de cultura pueblo de llengua tewa (grup kiowa-tano) que viu a Nou Mèxic, proper als pobles Nambe i Pojoaque. La seva llengua tenia uns 200 parlants el 1967. Segons dades de la BIA del 1995, hi havia 356 apuntats al rol tribal, però segons el cens dels EUA del 2000 hi havia enregistrats 425 individus.
El pueblo Tesuque (comtat de Santa Fe, Nou Mèxic) tenia 909 habitants, però només el 0,44% eren amerindis i el 18,37% eren hispans.

## Notable residents
- Carol Jean Vigil, la primera dona ameríndia escollida jutgessa de la cort estatal de Nou Mèxic va servir com a advocada al Pueblo Tesuque i fou autora del primer codi tribal.
- Ali MacGraw, actriu, estilista i model.
- Cormac McCarthy.
- Els dissenyadors de sabates Lynne i Dennis Comeau.[3]
- La cantant Carlene Carter.
- El rocker Howie Epstein (21 de juliol de 1955 – 23 de febrer de 2003.
- El cantant d'òpera Anthony Michaels-Moore.[4]